# Fra Dolcino
Fra Dolcino (Broder Dolcino), född cirka 1250 i Prato Sesia, död 1 juni 1307 i Vercelli, var en italiensk präst, tidig reformator och kättare som ledde ett småskaligt uppror mot den medeltida katolska kyrkan och godsägarklassen i norra Italien. Han tillfångatogs 1307 och avrättades, enligt vissa bränd på bål, vilket hade varit kutym för kättare som ställdes inför inkvisitionen, enligt andra källor kastrerad och sliten i stycken med tänger.
Fra Dolcino, som var starkt inspirerad av Joakim av Floris millennära eskatologiska teorier och Franciskus radikala fattigdomsideal, ledde en underavdelning av de radikala apostlabröderna, inriktad på bönder i Novara, där godsägarna fördrevs. Dolciniterna eller dolcinianerna begick ett flertal terroristiska attentat mot besuttna måltavlor och predikade egendomsgemenskap.[källa behövs]

## I fiktion
Under det senare 1800-talet blev Dolcino, särskilt i norra Italien, en pånyttfödd symbol för socialistiska rörelser och som ett proto-kommunistiskt helgon. Hans person och värv utgör en stor del av bakgrunden till handlingen i Umberto Ecos succéroman Rosens namn, där flera av de figurerande munkarna är före detta medlemmar i Dolcinos rörelse. Hans liv och död återberättas också i omfattande tillbakablickar som ett sätt att introspektivt granska och kritisera katolska kyrkans förhållande till sina lärosatser, men också som allegori för de med Eco samtida Röda brigadernas (och andra terrorgruppers) våldshandlingar och extrema förhållningssätt till det etablerade samhället och dess institutioner. Litteraturvetaren Lars Gustafsson identifierade i bokens efterord denna konflikt som en av de tre huvudsakliga nivåerna i bokens narrativ, där huvudkaraktären William av Baskerville tar avstånd från Dolcinos våldsbejakande fundamentalism.